# Словацкие культурные интердиалекты
Слова́цкие культу́рные интердиале́кты (также словацкие интердиалекты, словацкие культурные диалекты, варианты словацкого культурного языка; словац. kultúrna slovenčina, kultivovaná slovenčina, kultúrna predspisovná slovenčina) — стихийно формирующиеся в XVI—XVIII веках словацкие языковые идиомы (наддиалектные формации, образования), представляющие собой результат взаимодействия чешского литературного языка с говорами словацких диалектов или же взаимодействия словацких говоров, языка народной словесности и других форм и разновидностей словацкого языка. Культурные интердиалекты имели большое значение в общественно-культурной жизни словаков в докодификационный период (до конца XVIII века), они использовались в административно-деловой сфере, в произведениях религиозного содержания, в создании художественной литературы, в устном народном творчестве и т. д., интердиалекты сыграли важнейшую роль в развитии устного и письменного словацкого языка, став, в частности, основой для создания двух вариантов литературной нормы словацкого языка. Интердиалекты представляли собой неупорядоченные языковые формы, широко варьировавшиеся в разных регионах и в произведениях разных авторов.
Область функционирования и структура словацких культурных интердиалектов заметно отличали их от диалектной речи, намного более широким был ареал их распространения и охват социальных слоёв словацкого общества, помимо устного общения интердиалекты стали обслуживать письменную сферу и проникли в те области, которые прежде занимали латинский, немецкий, чешский, венгерский языки, использовавшиеся словаками в качестве литературных, что сопровождалось изменениями языковых уровней интердиалектов, прежде всего лексического.
В традициях словацких лингвистических исследований для интердиалектов используется термин «культурный язык» (словац. kultúrna slovenčina). В советской и российской лингвистике более распространённым является термин «интердиалект» или «культурный интердиалект». Изучению интердиалектов посвящены работы таких учёных, как Э. Паулини, К. Габовштякова, В. Бланар, И. Котулич, Р. Крайчович, Р. Оти, Н. А. Кондрашов и других. В научной литературе чаще всего описывается тот или иной интердиалект, иначе форма (разновидность, вариант) культурного языка — среднесловацкий, западнословацкий и восточнословацкие культурные интердиалекты. Вместе с тем, Э. Паулини рассматривает культурный язык как единую языковую систему. По его мнению, словацкий культурный язык, на раннем этане своего формирования в XVI веке не имеющий единых устойчивых норм, в печатных изданиях XVII—XVIII веков начинает обретать относительно единые черты.

## История интердиалектов
Началом формирования интердиалектных образований в Словакии принято считать XVI век.
Языковая ситуация, в которой формировались культурные интердиалекты в тот период, представляла собой сложную картину. В качестве литературного языка словаки использовали латинский язык, кроме того, были распространены немецкий и венгерский языки, в Восточной Словакии иногда использовали также польский язык. С конца XIV века начал распространяться чешский язык, который с XV века стал выполнять функцию письменно-литературного языка словаков параллельно с латынью (на чешском составляли официальные документы политического и юридического характера, вели деловую переписку, использовали в богослужениях, в художественных произведениях и научной публицистике). Кроме того, у словаков-протестантов чешский стал с XVI века языком литургии.
Если в XV веке памятники письменности на чешском встречаются в достаточно ограниченном количестве и относятся в основном к религиозной области, то с XVI века они представляют вполне обычное явление и проникают во все сферы общественно-культурной жизни словаков. Даже в тех текстах из юго-западной Словакии, в которых словаки старались строго придерживаться норм чешского литературного языка, отмечаются различного рода словакизмы. В памятниках же, относящихся к административно-деловой письменности, созданных в Средней Словакии и некоторых регионах Западной Словакии тексты, соответствующие нормам чешского языка, с XVI века уже не встречаются. Фактически в этот период в Словакии складываются особые языковые формации, имеющие в своей основе чешский литературный язык, но фонетика, морфология и лексика которых в значительной мере испытала влияние словацкой речи (менее всего изменился чешский синтаксис). Причём говоры словацких диалектов воздействовали на чешский язык опосредованно через всевозможные междиалектные смешанные формы, характерные для того или иного словацкого региона. В языковую систему складывающихся культурных интердиалектов активно включается чешская лексика, в частности, связанная с разного рода терминологией, а также отражающая абстрактные явления, заимствуется лексика также из латинского языка.
Формирующиеся, таким образом, с XVI века словацкие культурные интердиалекты заняли промежуточное положение между чешским литературным языком и говорами словацких диалектов, кроме того, в этом диапазоне стали складываться различные смешанные языковые формы, сближавшиеся либо с чешским, либо со словацким языком. Смешанные чешско-словацкие тексты возникали как в результате длительного взаимодействия близкородственных языков, так и в некоторых случаях в результате сознательной словакизации чешского языка.
Особенностями формирования среднесловацкого культурного интердиалекта была сравнительно сильная словакизация среднесловацких письменных текстов. Это было вызвано более слабыми языковыми контактами (в сравнении с западнословацким диалектом) среднесловацкого диалекта с чешским языковым ареалом, а также не таким значительным как в Западной Словакии распространением чешского языка в Средней Словакии. Кроме того, согласно исследованиям Э. Паулини, черты среднесловацкого диалекта распространялись далеко за пределы среднесловацкого ареала, в связи с чем складывалась тенденция образования словацкой наддиалектной языковой формы на основе диалекта Средней Словакии. Соответственно, среднесловацкие языковые элементы сравнительно легко проникали в словацкую письменность. В то же время с самого раннего времени отмечается проникновение элементов западнословацкого культурного интердиалекта в среднесловацкий.
Западнословацкий культурный интердиалект в конце XVIII века стал основой кодификации словацкого литературного языка, выполненного католическим священником А. Бернолаком.
Среднесловацкий культурный интердиалект в середине XIX века стал исходной базой штуровской кодификации словацкого литературного языка.

## Термин «культурный язык»
Термин «культурный язык» или «культурный диалект» широко распространён в словакистике и употребляется во многих исследованиях долитературного периода истории словацкого языка (Э. Паулини, К. Габовштякова, Э. Йона, Р. Крайчович, В. Бланар, Н. А. Кондрашов, К. В. Лифанов, Р. Оти, И. Котулич и другие).
Вместе с тем термин «культурный язык», «культурное наречие» или «культурный диалект» встречается также и в исторических исследованиях других славянских языков. Культурный язык рассматривается в них как возможный промежуточный этап в развитии от диалектов до письменного языка или национального литературного языка. Впервые данный термин упомянул польский лингвист К. Нич («О взаимоотношениях народных говоров и литературного языка», 1913). О культурных языках или диалектах как формации, предшествующей появлению ряда славянских литературных языков высказывался К. Горалек. Положение о так называемых культурных языках постепенно широко распространилось в исторических исследованиях славистов. В конечном итоге вопрос о диалектной базе литературного языка сменился вопросом об основе литературной нормы в виде интердиалектных образований, наддиалектных формаций, культурных диалектов, койне.
Так, например, общепринятой точкой зрения в теории польского литературного языка является признание основой литературной формы культурного языка или диалекта (К. Нич, Т. Лер-Сплавинский, В. Ташицкий, Т. Милевский, С. Урбанчик, С, Б. Бернштейн и другие). Древнепольский культурный диалект представляется как разговорное койне высших образованных слоёв и языка польских памятников XIV—XV веков. О формировании культурного языка или диалекта, предшествовавшего появлению литературного языка, упоминают также исследователи ряда других славянских языков. Некоторые лингвисты видят в появлении культурного языка общую тенденцию в развитии предлитературного периода всех славянских языков.
Термин «культурный язык» не всегда имеет однозначное определение, некоторые из исследователей в качестве такого языка рассматривают любой средневековый письменный или литературный язык, используемый в донациональную эпоху. Так, например, встречается определение «культурный язык словаков» в отношении чешского литературного языка средневековой Словакии. Отмечаются также расхождения во мнениях исследователей по поводу времени появления, структуры и формы культурных диалектов, в частности, в словацком языке. Так, если Э. Паулини считал, что начало образования словацкого культурного языка на основе чешского литературного языка относится к XVI веку, то И. Котулич называл культурным языком языковую формацию, которая употреблялась наряду с местными словацкими говорами и развивалась на их основе, уже на этапе формирования словацкого этноса в X—XI веках. Данная языковая формация использовалась не только в бытовом общении, но и проникала в административно-правовую и религиозную сферу. Появившемуся с XIV века в Словакии чешскому литературному языку И. Котулич дал определение как «второму культурному языку словаков». Сформировавшееся в XVI—XVIII веках средство общения словаков на основе чешского литературного языка и словацкого культурного языка он назвал «гибридной языковой формацией». Таким, образом, по его мнению, у словаков существовало три культурных языка: словацкий гомогенный, словацкий гетерогенный и чешский.

## Определение культурного интердиалекта
В связи с тем, что термин «культурный язык» в славистике обозначает широкий спектр разнородных и неоднозначных языковых форм, Л. Н. Смирнов предложил рассматривать в научной литературе более определённую языковую форму, обозначив её как «культурный интердиалект» и дав ей следующее определение:

Культурным интердиалектом мы называем специфическую языковую формацию наддиалектного и междиалектного характера, возникающую на основе местных диалектов, но выполняющую по сравнению с ними более высокие общественно-культурные функции в период до появления национального литературного языка и служащую исходной базой его формирования.
— Л. Н. Смирнов. «Словацкий литературный язык эпохи национального возрождения» (2003)
Также Л. Н. Смирнов считает целесообразным более чётко разделять понятия «интердиалект» и «культурный интердиалект». Для последнего характерна также социально-коммуникативная функция, отмечаемая не во всех интердиалектах, к которым относят обиходно-разговорную речь междиалектного характера.

## Форма литературного языка
Некоторые исследователи словацкого языка полагают, что западнословацкий интердиалект представлял собой литературную норму, считая таким образом, что словацкий литературный язык существовал ещё до бернолаковской кодификации. Так, К. В. Лифанов называет норму А. Бернолака непосредственным продолжением литературно-письменной традиции на западнословацком культурном интердиалекте. По мнению К. В. Лифанова западнословацкий интердиалект можно называть литературным языком, так как он имел наддиалектный характер, широкую область распространения (в том числе и за пределами Западной Словакии), определённую степень литературной обработанности, обладал чертами нормированности, поливалентности и т. д. Подобный взгляд разделяет Л. Дюрович, сторонником данной точки зрения в своих ранних работах был также Э. Паулини. Большинством исследователей истории словацкого языка полагают, что западнословацкий интердиалект не достиг статуса литературного языка, так как несмотря на то, что в нём прослеживались тенденции к формированию единых норм, они не были окончательно сформированы, не были кодифицированы и признаны носителями данного идиома. Западнословацкая письменность до А. Бернолака не представляла единой структуры, для неё была характерна широкая вариативность, значительно отличались друг от друга язык католической религиозной литературы Трнавского центра, язык перевода Библии, выполненного монахами камальдульского ордена, язык Г. Гавловича, особый язык представляли поздние произведения Й. И. Байзы. Письменные тексты на западнословацком интердиалекте представляли не единый литературный язык, а скорее совокупность отдельных письменных «идиолектов». И. Котулич, в частности, считал, что культурный западнословацкий язык нельзя считать «первым словацким литературным языком». Словацкие лингвисты в отношении западнословацкого интердиалекта, как и в отношении других вариантов культурного языка, применяют термин «долитературный». П. Жиго, например, употреблял термин «культурные долитературные образования».

## История изучения
Возникновение теории словацких культурных интердиалектов во многом связана с историей выявления диалектной базы двух норм словацкого литературного языка, созданных А. Бернолаком (конец XVIII века) и Л. Штуром (середина XIX века). Первым, кто предположил то, что исходной базой штуровсокой литературной нормы является среднесловацкий культурный язык, был чешский лингвист К. Горалек. Эта идея была поддержана и получила дальнейшее развитие в исследованиях по истории словацкого литературного языка многих лингвистов. К этой проблеме, в частности, обращался Э. Паулини. В его работах рассматривались языковые и историко-культурные предпосылки для возникновения среднесловацкого интердиалекта, выявлены особенности употребления данного идиома в словацком обществе: «в словацком обществе ещё до Штура существовала некая форма среднесловацкого культурного языка, используемая достаточно широким слоем образованных, resp. грамотных людей».
Изучению вариантов словацкого культурного интердиалекта посвящены работы многих исследователей истории словацкого литературного языка. Наиболее изученным является западнословацкий интердиалект. Исследованиями западнословацкого интердиалекта занимались Р. Крайчович, К. В, Лифанов и другие. В числе работ, в которых исследуется западнословацкий интердиалект, отмечаются такие издания Р. Крайчовича, как K problematike formovania kultúrnej západoslovenčiny, 1962; Hlavné fázy formovania kultúrnej západoslovenčiny, 1964; Bernolákovčina a reč vzdelancov na juhozápadnom Slovensku v 18 storočí, 1981 и другие. Менее изучен в сравнении с западнословацким среднесловацкий культурный интердиалект. Исследования среднесловацкого культурного интердиалекта публиковались такими славистами, как Э. Паулини, Э. Йона, Ш. Тобик, В. Бланар, Р. Оти, Н. А. Кондрашов и другие. Исследованиями западнословацкого интердиалекта занимались Р. Крайчович, К. В, Лифанов и другие.